# Coco Bandicoot
Coco Bandicoot és un personatge fictici de la sèrie de videojocs Crash Bandicoot. És un personatge secundari, germana de Crash i Crunch Bandicoot.

## Descripció
Té 14 anys i, en contrast amb l'aparició física d'en Crash, la figura de la Coco és més esvelta i prima. En totes les seves aparicions, es mostra com un personatge ingeniós i imaginatiu. Té el pèl ros, generalment lligat en una cua de cavall. La seva altura és similar a la del seu germà,encara que no té la seva corbada columna; igual que la resta dels Bandicoot, el seu to de pelatge és ataronjat, a més de ser molt bonica.
Des de la seva primera aparença, la Coco vesteix una camisa blanca, un lleuger peto de texà blau amb una corretja descordada i unes sabates roses. A la Coco se la pot veure amb aquesta vestimenta en la trama de videojocs Crash Twinsanity. En partits posteriors, la Coco porta pantalons vaquers i una samarreta blanca amb un símbol vermell d'estel i duu el cabell sense cua. En "Crash of the Titans", la vestimenta de la Coco és molt similar a la de Crash Tag Team Racing. La Coco ja no porta el seu pèl en una cua de cavall sinó que porta una flor en comptes del pèl solt, portant una banda blava.

### Personalitat
En la seva primera presentació, Coco demostra una actitud manaire. Aquest comportament reapareix en Crash Bandicoot 2: Cortex Strikes Back en manar a Crash a buscar bateries noves per al seu ordinador portàtil o en Crash Tag Team Racing, joc en el que Coco mostra un misteriós odi cap a Nina Cortex en acusar-la de robar peces importants que necessita per als seus vehicles.
En altres moments dels videojocs, la Coco mostra un temperament més afectuós. En Crash Bandicoot: La venjança de Cortex i Crash Twinsanity, Coco mostra preocupació per en Crash quan aquest està en el perill visible, i, en l'últim, es veu com ataca físicament a Cortex perquè creu que ha raptat a en Crash.

### Habilitats
Malgrat ser una bandicoot com en Crash, la Coco és capaç de parlar fluidament, possiblement diversos idiomes, i se suposa que està en relació amb serveis d'intel·ligència. També fa gala d'altres comportaments com enamorar-se. En un episodi recent de la sèrie es menciona que té un quocient intel·lectual de 164 punts.
Amb aquesta intel·ligència, la Coco és capaç de crear diversos sistemes informàtics avançats, inclosa la càmera de teletransport de Crash Bandicoot: La venjança de Cortex, i una computadora capaç d'engrandir planetes sencers en "Crash Bandicoot: The Huge Adventure".
També té la destresa informàtica d'un hacker, com es demostra en Crash Bandicoot 2: Cortex contraataca, en el que usa aquesta capacitat per il·legalment en els arxius de Cortex i descobrir a en Crash les seves veritables intencions. A part de la seva intel·ligència superior, la Coco és també capaç de valer-se físicament per si mateixa, sobretot en les edicions posteriors dels videojocs. Per exemple, coneix arts marcials, sap pilotar diversos tipus de vehicles, alguns dels quals són de la seva pròpia invenció.
Un exemples seria Crash Bash, Crash:la venjança de cortex i Crash mind over mutans: on mostra les seves habilitats i condició física molt similars a les del seu germà Crash.

## Principals aparicions
Al principi Coco apareix com a personatge secundari, però a poc a poc va adquirint protagonisme.

### ACrash Bandicoot 2: Cortex Contraataca
En aquesta part de la saga la seva col·laboració és important, però indirecta, ja que informa a Crash dels veritables plans de l'enemic, el Doctor Neo Cortex.

### ACrash Bandicoot 3: Warped
Aquí el seu personatge és una mica més actiu, encara que solament actua en alguns nivells, en els quals no lluita físicament: ho fa sobre Pura, una moto d'aigua i una avioneta. També usa una nau espacial per derrotar a Dr. N. Gin.

### ACrash Team Racing
Aquí actua com la resta dels personatges, competint en les carreres.

### ACrash Bandicoot: La venjança de Cortex
En aquesta entrega és on fa menys aparició, ja que no participa en les batalles de cap de nivell, solament en insignificants nivells a diferència de Crash Bandicoot 3 on lluita contra N.Gin. Lluita físicament amb les seves arts marcials i es defensa físicament igual que en els jocs Crash Bash i Crash Mind Over Mutant. La càmera de teletransport que utilitzen els germans bandicoot és obra seva.

### ACrash Nitro Kart
Aquí actua com la resta dels personatges, competint en les carreres.

### ACrash Twinsanity
En aquesta ocasió, la seva tasca és de context més negatiu: Cortex la deixa inconscient en començar el joc i després, la Coco ataca i espatlla la porta interdimensional de Cortex, tornant a quedar insconscient. En aquest joc, la Coco es preocupa per en Crash. Per tal de protegir-lo, s'uneix a en Crunch.

### ACrash Tag Team Racing
Igual que la resta dels personatges, la Coco encarrega a Crash missions per aconseguir nous cotxes. Una cop s'obté un vehicle, es pot emprar per a competir en carreres. En Crash també pot comprar-li el vestit de princesa. Cal destacar la seva actitud contra Nina Cortex.